# Cossypha natalensis
Pisco-de-barrete-ruivo ou cossifa-do-natal (Cossypha natalensis) é uma espécie de ave da família Muscicapidae.
Pode ser encontrada nos seguintes países: Angola, Botswana, Burundi, Camarões, República Centro-Africana, República do Congo, República Democrática do Congo, Etiópia, Gabão, Quénia, Malawi, Moçambique, Namíbia, Nigéria, Ruanda, Somália, África do Sul, Sudão, Essuatíni, Tanzânia, Uganda, Zâmbia e Zimbabwe.
Os seus habitats naturais são: florestas secas tropicais ou subtropicais .